# LSM1
LSM1 (англ. LSM1 homolog, mRNA degradation associated) – білок, який кодується однойменним геном, розташованим у людей на короткому плечі 8-ї хромосоми. Довжина поліпептидного ланцюга білка становить 133 амінокислот, а молекулярна маса — 15 179.
| 10         |  | 20         |  | 30         |  | 40         |  | 50         |
| ---------- |  | ---------- |  | ---------- |  | ---------- |  | ---------- |
| MNYMPGTASL |  | IEDIDKKHLV |  | LLRDGRTLIG |  | FLRSIDQFAN |  | LVLHQTVERI |
| HVGKKYGDIP |  | RGIFVVRGEN |  | VVLLGEIDLE |  | KESDTPLQQV |  | SIEEILEEQR |
| VEQQTKLEAE |  | KLKVQALKDR |  | GLSIPRADTL |  | DEY        |  |            |

A: Аланін

D: Аспарагінова кислота

E: Глутамінова кислота

F: Фенілаланін

G: Гліцин

H: Гістидин

I: Ізолейцин

K: Лізин

L: Лейцин

M: Метіонін

N: Аспарагін

P: Пролін

Q: Глутамін

R: Аргінін

S: Серин

T: Треонін

V: Валін

Кодований геном білок за функціями належить до рибонуклеопротеїнів, фосфопротеїнів. 
Задіяний у таких біологічних процесах, як процесинг мРНК, сплайсинг мРНК. 
Білок має сайт для зв'язування з РНК. 
Локалізований у цитоплазмі.